# Darryl Middleton
Darryl Middleton (New York, 21 luglio 1966) è un allenatore di pallacanestro ed ex cestista statunitense con cittadinanza spagnola, professionista in Europa.

## Carriera
È stato selezionato dagli Atlanta Hawks al terzo giro del Draft NBA 1988 (68ª scelta assoluta).

## Palmarès

### Giocatore

#### Squadra
- Campionato spagnolo: 2

Barcellona: 1994-95, 1995-96
- Liga catalana: 3

Barcellona: 1995
Girona: 1996
Joventut Badalona: 1998
- Campionato greco: 4

Panathinaikos: 2000-01, 2002-03, 2003-04, 2004-05
- Coppa di Grecia: 2

Panathinaikos:	2002-03, 2004-05
- Eurolega: 1

Panathinaikos: 2001-02
- FIBA EuroCup: 1

Girona: 2006-07

#### Individuale
- All-USBL Second Team (1988)
- Liga ACB MVP: 3

Girona: 1991-92, 1999-2000
Caja San Fernando: 1992-93